# Флорика
Флорика (рум. Florica) — село в Каушанском районе Молдавии. Наряду с сёлами Бакчалия, Триколичь и Плоп входит в состав коммуны Бакчалия.

## География
Село расположено на высоте 64 метра над уровнем моря.

## Население
По данным переписи населения 2004 года, в селе Флорика проживает 300 человек (145 мужчин, 155 женщин).
Этнический состав села:
| Национальность | Число жителей | Процентный состав |
| -------------- | ------------- | ----------------- |
| молдаване      | 297           | 99,0              |
| украинцы       | 1             | 0,33              |
| русские        | 1             | 0,33              |
| прочие         | 1             | 0,33              |
| Всего          | 300           | 100 %             |